# Fausto Delhuyar

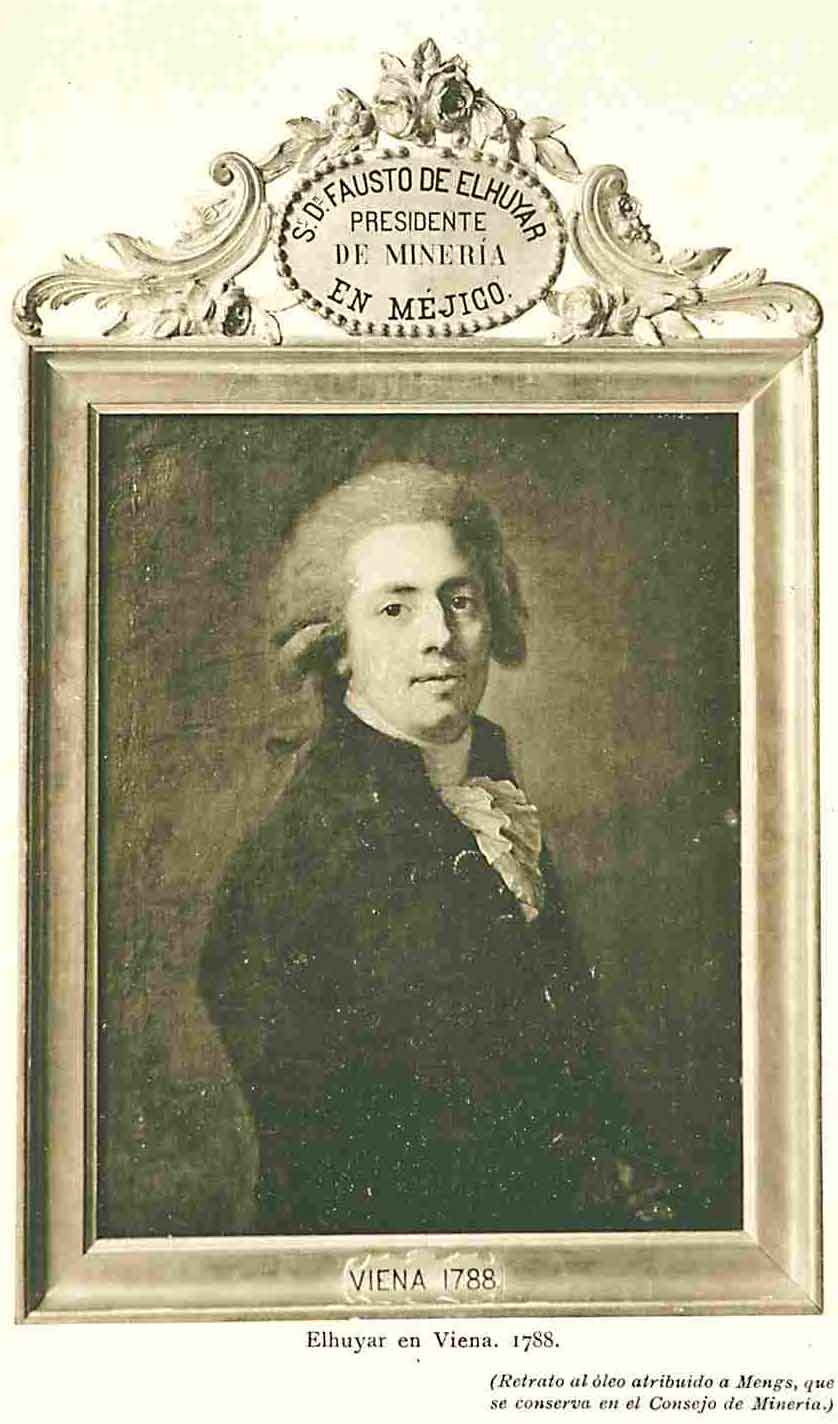
Ritratto di Fausto Delhuyar. Vienna, 1788.

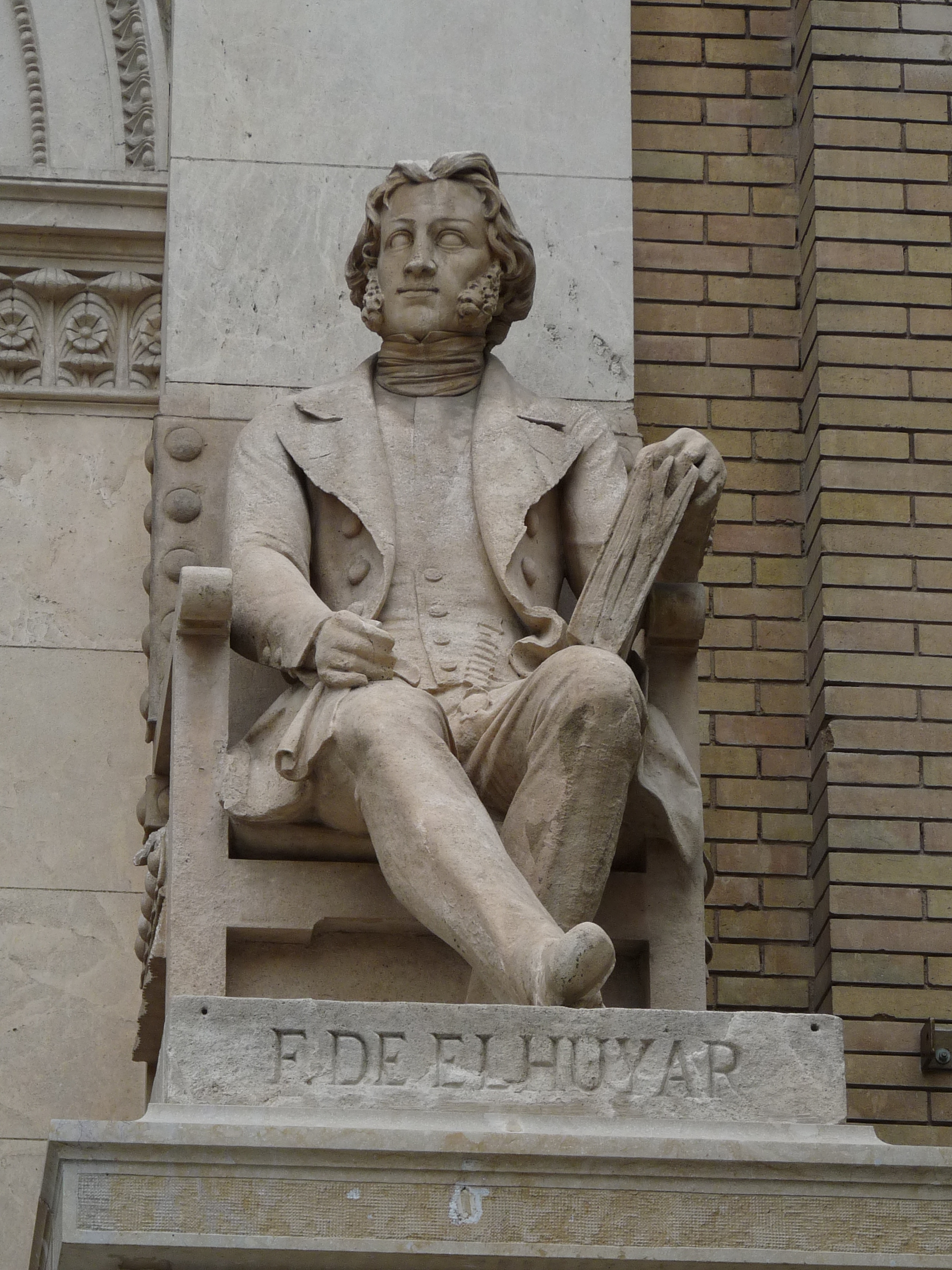
Statua di Fausto Delhuyar all'ingresso della vecchia facoltà di medicina a Saragozza.

Fausto Fermín Delhuyar y de Suvisa (Logroño, 11 ottobre 1755 – Madrid, 6 febbraio 1833) è stato un chimico e mineralogista spagnolo.

## Biografia
Studiò a Parigi dal 1773 al 1777, dedicandosi inizialmente alla medicina e alle scienze naturali, poi mineralogia a Mannheim e a Lipsia e infine all'Accademia mineraria di Freiberg in Sassonia, dove ebbe come professore Abraham Gottlob Werner.
Dal 1781 al 1785 fu insegnante a Vergara di mineralogia e metallurgia. Nel 1782 alla scuola di chimica di Uppsala entrò in contatto con Carl Wilhelm Scheele che aveva scoperto l'acido tungstenico, da cui Torbern Bergman intuì che doveva esistere un elemento chimico nuovo: il tungsteno. Nel 1783 insieme al fratello Juan José riuscì per la prima volta a isolare il tungsteno per ossidoriduzione, impresa che compì nei laboratori che la Real Sociedad Bascongada de Amigos del País aveva nella località di Bergara in Gipuzkoa.
Nel settembre del 1785 rinunciò alla cattedra e nel luglio del 1786 fu nominato direttore generale delle miniere in Messico. Prima di attraversare l'Atlantico si recò in diverse località d'Europa tra il 1786 e il 1788 per apprendere il "metodo di Born" per l'estrazione dell'argento. Si sposò a Vienna, nel 1787 con Juana Raab. Durante i trentatré anni di permanenza in America si occupò dell'istituzione del Colegio de Minería (1º gennaio 1792), la costruzione del Palacio de Minería (1813) e la direzione di entrambi gli istituti. Nel 1788 fu chiamato alla supervisione dell'industria mineraria del Messico fino alla rivoluzione dell'inizio del XIX secolo. Tornato nel 1822 in Spagna, nel 1825 fu nominato direttore generale delle miniere e ministro di stato.

## Pubblicazioni
Le pubblicazioni di Fausto Delhuyar furono numerose, scrisse rapporti sulla teoria dell'amalgamazione—un processo per estrarre l'argento dal suo minerale—, sulla storia delle zecche e della fabbricazione di monete e fu autore di una storia delle miniere del Messico e dello sfruttamento delle miniere spagnole. A Madrid, nel 1825 pubblicò un trattato sull'influenza della mineralogia sull'agricoltura e sulla chimica.